# Florian Vachon
Florian Vachon (* 2. Januar 1985 in Montluçon) ist ein ehemaliger französischer Radrennfahrer.

## Sportliche Karriere
Florian Vachon gewann 2003 die Classique des Alpes Junior. 2007 gewann er im zwei Etappen bei dem U23-Wettbewerb Tour du Haut Anjou. Ende der Saison fuhr er bei dem französischen Continental Team Roubaix Lille Métropole als Stagiaire. Er startete bei den Straßen-Radweltmeisterschaften in Stuttgart im Straßenrennen der U23-Klasse, wo er den achten Platz belegte.
2008 wurde er Vertragsfahrer bei Roubaix Lille Métropole. Sein erster internationaler Sieg für dieses Team gelang ihm 2009 auf einer Etappe Tour du Gévaudan Languedoc-Roussillon. 2010 wechselte er zu Bretagne-Schuller und blieb dort auch, nachdem die Mannschaft 2011 eine Lizenz als Professional Continental Team erhielt. Er gewann 2012 Paris–Bourges, ein Eintagesrennen der UCI-Kategorie 1.1. Mit der Tour de France 2014 bestritt er seine erste Grand Tour und beendete die Rundfahrt als 106. Bis 2019 folgten fünf weitere Teilnahmen an der Tour de France, die er stets beendete.
Zur Saison 2016 wechselte Vachon zum Team Fortuneo-Vital Concept. Gleich im ersten Jahr schaffte er mit dem dritten Platz bei Tro Bro Leon ein Spitzenergebnis. 2017 folgten ein dritter Etappenrang und der siebte Platz in der Gesamtwertung der Settimana Internazionale Coppi e Bartali. Bereits im Dezember 2019 kündigte Vachon an, nach der Saison 2020 seine Karriere im Radsport zu beenden. Beim Grand Prix de la Ville de Lillers gelang ihm in seiner letzten Saison nochmals ein Sieg bei einem internationalen Rennen.

## Erfolge
2003
- Classique des Alpes junior

2007
- zwei Etappen Tour du Haut Anjou

2009
- eine Etappe Tour du Gévaudan Languedoc-Roussillon

2010
- eine Etappe Circuit des Ardennes
- Tour du Finistère
- eine Etappe Route du Sud

2012
- Classic Loire Atlantique
- eine Etappe Critérium International
- Paris–Bourges

2014
- Classic Sud Ardèche

2020
- Grand Prix de la Ville de Lillers

## Grand-Tour-Platzierungen
| Grand Tour            | 2014 | 2015 | 2016 | 2017 | 2018 | 2019 |
| --------------------- | ---- | ---- | ---- | ---- | ---- | ---- |
| Giro d’ItaliaGiro     | –    | –    | –    | –    | –    | –    |
| Tour de FranceTour    | 103  | 88   | 105  | 103  | 99   | 123  |
| Vuelta a EspañaVuelta | –    | –    | –    | –    | –    | –    |